# 拉克德鲁日特吕特
拉克德鲁日特吕特（法語：Lac-des-Rouges-Truites，法語發音：[lak de ʁuʒ tʁɥit]）是法国汝拉省的一个市镇，位于该省东部，汝拉山区，属于圣克洛德区。

## 地名
该地名在法语中意为“红色鳟鱼之湖”，得名于市镇内的同名湖泊。

## 地理
拉克德鲁日特吕特（46°36'22"N, 5°59'51"E）面积19.69 平方千米，位于法国勃艮第-弗朗什-孔泰大區汝拉省，该省份为法国东部内陆省份，北起上索恩省，西北接科多尔省，西临索恩-卢瓦尔省，南至安省，东与杜省和瑞士接壤。
与拉克德鲁日特吕特接壤的市镇（或旧市镇、城区）包括：下丰西讷、沙佩勒德布瓦、福尔迪普拉讷、莫尔比耶、圣洛朗昂格朗沃。
拉克德鲁日特吕特的时区为UTC+01:00、UTC+02:00（夏令时）。

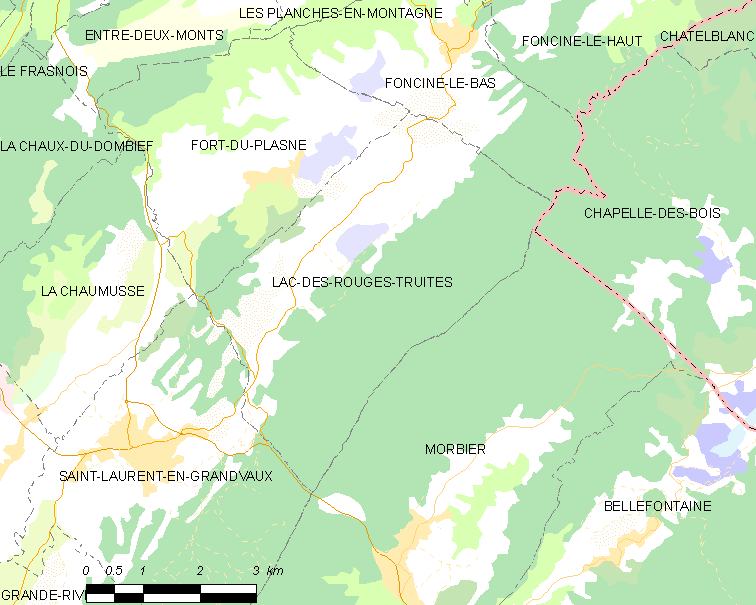
拉克德鲁日特吕特的OSM定位图

## 行政
拉克德鲁日特吕特的邮政编码为39150，INSEE市镇编码为39271。

## 政治
拉克德鲁日特吕特所属的省级选区为圣洛朗昂格朗沃县。

## 人口

1962-2008年间拉克德鲁日特吕特人口变化图示

拉克德鲁日特吕特于2022年1月1日时的人口数量为395人。

## 交通
汝拉省省道D437线经过镇中心，法国国道N5线从南侧过境。